# Parti social-démocrate (Papouasie-Nouvelle-Guinée)
Pour les articles homonymes, voir Parti social-démocrate.
Le Parti social-démocrate (anglais : Social Democratic Party) est un parti politique en Papouasie-Nouvelle-Guinée.
Né sous la forme d'un club informel, il devient une organisation non-gouvernementale, puis formellement un parti politique en 2008. Sous la direction de Powes Parkop, le gouverneur du District de la Capitale nationale, le parti obtient trois sièges aux élections législatives de 2012, deux à  celles de 2017 et quatre à cellees de 2022.
En amont des élections de 2022, ses propositions se concentrent sur une amélioration de l'accès de la population à l'éducation et à la santé, ainsi qu'un développement important des infrastructures de transport dans le pays. Pour l'économie de la Papouasie-Nouvelle-Guinée, il souhaite allouer 20 % des revenus de l"exploitation minière et des hydrocarbures au développement des secteurs de l'agriculture et du tourisme. Au moyen notamment d'aides publiques, il souhaite accroître la production agricole, à la fois pour réduire la nécessité des importations dans ce domaine et accroître les possibilités d'exportation vers l'Asie. Il propose de réduire l'impôt sur le revenu afin d'accroître au sein de la population « la formation de capital et les investissements ». Sur le plan des institutions, il propose de remplacer par référendum le système de Westminster par un régime présidentiel. En matière de la politique étrangère de la Papouasie-Nouvelle-Guinée, il propose de « revoir notre politique sur la Papouasie occidentale et poursuivre notre dialogue avec l'Indonésie et les Nations unies pour permettre un réel exercice du droit à l'autodétermination » pour les Papous d'Indonésie.
Dans sa fonction de gouverneur de la capitale du pays, Powes Parkop a notamment œuvré à la lutte contre les violences faites au femmes, en faveur de l'émancipation socio-économique des femmes, en faveur de la lutte contre le réchauffement climatique et de la sensibilisation aux problèmes écologiques, et en faveur de l'accès des pauvres à des logements écologiques à prix abordable. Il soutient la liberté de la presse, l'abolition de la peine de mort et s'engage de manière répétée pour le droit à l'auto-détermination des Papous d'Indonésie et contre les violences commises à leur encontre ; il autorise le Mouvement uni pour la libération de la Papouasie occidentale à ouvrir un bureau à Port Moresby.

## Résultats électoraux
| Année | Sièges  | Élus                                                          |
| ----- | ------- | ------------------------------------------------------------- |
| 2012  | 3 / 111 | Powes Parkop, Justin Tkatchenko, Joseph Yopyyopy              |
| 2017  | 2 / 111 | Powes Parkop, John Kaupa                                      |
| 2022  | 4 / 118 | Powes Parkop, Justin Tkatchenko, Simon Dumarinu, Billy Joseph |